# Route départementale 100 (Finistère)
Pour les articles homonymes, voir Route départementale 100 et D100.
La route départementale finistérienne 100 (D 100) ou Contournement Nord-Ouest est une 2x2 voies entièrement dénivelée inaugurée en 2008 permettant de contourner Quimper par le nord et relier ainsi la RN 165 au nord-est au carrefour de la D 784 vers Audierne et de la D 765 vers Douarnenez. Elle constitue la rocade nord-ouest de Quimper.
- Échangeur entre RN165, D770 et RD100 au nord de Quimper : 
  - D770 : Zone Commerciale Gourvili
  - D770 : Briec par RD, Quéménéven, Landrévarzec
  - Route de Brest : Gorges du Stangala
  -  N165 : Nantes, Lorient, Quimper-Centre, Concarneau, Quimper-Sud
  -  N165 : Brest, Morlaix, Saint-Brieuc, Châteaulin, Briec, Landrévarzec
  -  D100 : Douarnenez, Pont-l'Abbé, Audierne, Locronan, Quimper-Nord, Quimper-Ouest, Parc des Expositions
- Tout le long de la RD100.
- D39 Kergariou : Locronan, Plogonnec, Quimper-Nord, Parc des Expositions
- Pont sur  le Steïr
- D63 Kergolvez : Quimper-Centre, ZI Kergolvez (depuis et vers N165)
- Viaduc de Kernevez sur 165 m.
- D765 Kernevez : Quimper-Ouest, ZI Kernevez (depuis et vers N165)
- Avant réduction à 1 voie et giratoire.
- Carrefour giratoire entre D765, D100 et D764 Rond-Point de Prat ar C'hras :
  -  D100 : Toutes Directions, Quimper-Nord, Parc des Expositions
  - D764 : Audierne, Pointe du Raz, Quimper-Sud + de 15 t, Pont-l'Abbé, Pluguffan
  - D765 : Quimper-Centre, Quimper-Ouest, ZI Kernevez, Aire de Covoiturage
  - D765 : Douarnenez, Plonéis, Guengat, Pont-Croix
  - C0 : Kervrahu
- Fin de la Route Départementale 100.